# My Rainy Days
My Rainy Days (天使の恋 Tenshi no Koi?, lit. El amor del ángel) es una película japonesa de drama y romance de 2009, basada en la popular novela para teléfonos móviles homónima. El filme fue el debut de Yuri Kanchiku como directora, así como también el primer papel protagónico de la actriz Nozomi Sasaki, donde interpreta a una estudiante de secundaria de diecisiete años de edad. La película cuenta la historia de una colegiala manipuladora que cambia su forma de ser cuando se enamora por primera vez de un profesor mayor.
Tenshi no Koi debutó en una proyección especial en el 22° Festival Internacional de Cine de Tokio. El 7 de noviembre de 2009, se estrenó oficialmente en los cines japoneses. La película recaudó un total de USD$ 1.090.202 en cuatro diferentes países, y generalmente recibió críticas positivas.

## Argumento
Rio Ozawa es una estudiante de secundaria de diecisiete años de edad quien siempre es el centro de atención debido a su belleza, Sin embargo, a Rio nunca le ha importado nadie más que ella misma debido a un pasado traumático. Sus amigos existen solo para usarlos a conveniencia y obtener ganancias incluso a costa de ellos, siendo lo único importante para Rio el dinero. También está involucrada en "citas por conveniencia" y extorsión en menor grado.
Un día, al solicitar el revelado fotostático de un rollo que recientemente ha ocupado, las fotografías de Rio se mezclan por error con las de otra persona que lleva su mismo apellido, "Ozawa". Luego, conoce al profesor universitario de 35 años Kōki Ozawa, y se enamora por primera vez sintiendo gran confusión por sus emociones repentinas. Pronto cambia de ser una persona confiada, ególatra y con seguridad en sí misma a alguien vulnerable, emocionada, que descubre poco a poco el proceso de un enamoramiento y lo maravilloso de sentirlo tal cual. Progresivamente comienza a seguir a Kōki por dónde va, pidiéndole incluso asesoría académica mientras busca salir con él. Aunque Kōki si se interesa por Rio en cierto grado, hay una razón por la cual él no puede concretar una relación estable. Sin embargo, Rio es muy insistente y comienza a cambiar su propio mundo dejando malos hábitos y conductas degradantes para mejor con el fin de estar junto a él.
Un día, Kōki desaparece repentinamente sin decir adiós y Rio queda devastada. Sus amigas, con la ayuda de una pariente de Kōki, lo encuentran trabajando en otra escuela. Luego, Rio descubre que este está muriendo de cáncer por un tumor cerebral, por lo que quería mantener distancia y así evitar romperle el corazón. Ella lo convence de tener una operación arriesgada, incluso si eso significa que no pueda recordarla, para que puedan tener más tiempo juntos. Al final, él sobrevive a la operación y se reúnen nuevamente, sin embargo, Kōki vacila en sus recuerdos...

## Reparto
- Nozomi Sasaki como Rio Ozawa.
- Shōsuke Tanihara como Kōki Ozawa.
- Hikaru Yamamoto como Tomoko.
- Mitsuki Oishi como Maki.
- Araki Nanaki como Miho.
- Saki Kagami como Naoko.
- Motoki Fukami como Yuuji.
- Wakana Sakai como Kaori Ozawa.
- Mitsuru Fukikoshi como Masao.
- Mayumi Wakamura como Ayako Ozawa.
- Kanji Tsuda como Kazuki.

## Producción
La novela para teléfonos móviles Tenshi no Koi obtuvo 13 millones de lectores en Japón. El 19 de julio de 2009, se anunció a los medios que la novela tendría una adaptación cinematográfica y que los miembros principales del elenco serían la popular modelo Nozomi Sasaki y el actor veterano Shōsuke Tanihara. En su primer papel principal en una película, Sasaki fue elegida para el papel de Rio, una estudiante de secundaria de diecisiete años, mientras que Tanihara sería su coprotagonista, interpretando al profesor de Rio, Kōki, de 35 años. Tanihara había protagonizado previamente películas como Nodame Cantabile, y la adaptación cinematográfica del manga Lovely Complex en 2006. El rodaje se llevó a cabo en una universidad de Yokohama.

### Banda sonora
La banda sonora de la película estuvo a cargo de indigo blue y Zentarō Watanabe.
| Orden | Título de la pista    | Artista           | Duración  |
| ----- | --------------------- | ----------------- | --------- |
| 1     | I'm The One (Prólogo) | indigo blue       | 3:03 min. |
| 2     | Blue Souls            | indigo blue       | 1:23 min. |
| 3     | I'm The One           | indigo blue       | 3:13 min. |
| 4     | Humming Angel         | indigo blue       | 2:23 min. |
| 5     | My Rainy Days         | Zentarō Watanabe  | 3:00 min. |
| 6     | Gone Away             | indigo blue       | 2:03 min. |
| 7     | Wish part2            | Zentarō Watanabe  | 1:54 min. |
| 8     | Walking In The Sun    | indigo blue       | 1:54 min. |
| 9     | Green Fields          | indigo blue       | 2:02 min. |
| 10    | Popping Candy         | indigo blue       | 1:33 min. |
| 11    | All I feel            | indigo blue       | 1:19 min. |
| 12    | Cold Wind             | indigo blue       | 2:38 min. |
| 13    | Believe in            | Zentarō Watanabe  | 1:47 min. |
| 14    | Innocent              | Zentarō Watanabe  | 2:09 min. |
| 15    | Allure                | indigo blue       | 2:33 min. |
| 16    | By the Sea            | indigo blue       | 2:29 min. |
| 17    | She Doesn't Know      | indigo blue       | 1:46 min. |
| 18    | Memories              | Zentarō Watanabe  | 3:36 min. |
| 19    | 'Wish                 | Zentarō Watanabe  | 4:47 min. |
| 20    | Far away              | Zentarō Watanabe  | 2:33 min. |
| 21    | Waltz                 | Love Psychedelico | 3:50 min. |
| 22    | Beautiful days        | Love Psychedelico | 3:35 min. |
| 23    | Here I am             | Love Psychedelico | 3:32 min. |
| 24    | Let it Go             | Yuna Itō          | 5:15 min. |

## Recepción

### Críticas
La película recibió críticas positivas, sobre todo por las imágenes fotográficas y la excelente actuación de los protagonistas.
Maggie Lee de The Hollywood Reporter dijo que la película: "Se basa en los mismos contenidos que tienen los dramas coreanos, en cuanto a relaciones amorosas", pero agregó que: "Evita trampas de tearjerking convencionales con algún relato inesperado". Reconoció que la actriz Nozomi Sasaki demostró ser carismática, gracias a su buena actuación. También felicitó al director por saber llevar el tema de la sexualidad.